# Autostrada A31 (Niemcy)
Autostrada A31 (niem. Bundesautobahn 31 (BAB 31) także Autobahn 31 (A31)) – autostrada w Niemczech przebiegająca wzdłuż granicy z Holandią w północno-zachodniej części Niemiec, łącząc Emden na wybrzeżu Morza Północnego z Zagłębiem Ruhry. Autostrada nazywana jest również Emslandautobahn lub Ostfriesenspieß.